# 反転フラップ式案内表示機
反転フラップ式案内表示機（はんてんフラップしきあんないひょうじき、英: split-flap display）とは、文字を上下に分割して印刷した複数のフラップ（開閉板）を回転させることで表示を行う装置。変更稼働中の音から「パタパタ（式）」、開発メーカーであるソラーリ・ディ・ウディネの名前から「ソラリー式」（近畿日本鉄道など一部の鉄道会社では「ソラリー」）ともいう。また、「多面反転表示式」ともいう。
鉄道駅もしくは空港などにおいて、乗り物の行先や種別などを案内する発車標に用いられているほか、ガソリンスタンドでも数字のみ使用されているケースもある。同じ構造を持つデジタル時計（置き時計や壁掛け時計など）も存在している(「パタパタ時計」を参照)。

## 構造

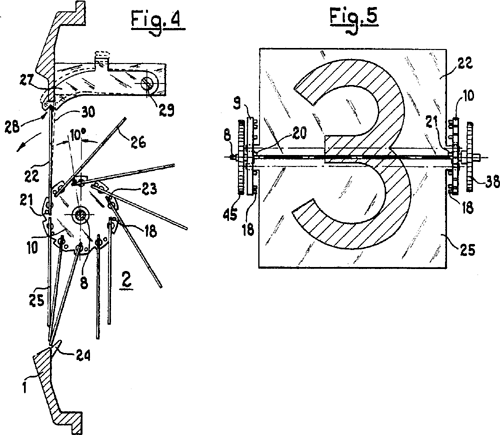
構造図（数字部分の例）

回転する反転フラップ式案内表示機

2枚の小さい円盤で10 - 50枚程度の同じ大きさの薄い板（フラップ）の端部を挟んで支持する構造となっている。同じ表現をするものであっても、表示方法によりフラップの枚数は変わる。なお、このフラップが横長の場合には中間支持のために別に円盤が設けられていることも多い。
1枚のフラップには表面に文字・記号の下半分が、裏面に上半分が記載されており、フラップの一辺の延長上で円盤に支持され、2枚の円盤が縦方向に同期して回転することでフラップを反転させる。装置の上部にフラップを留める爪が設けられており、静止した時、フラップの1枚が上部で裏面を向け、表面を向けた下の1枚と組み合わせて、一連の文字・記号を表示させる仕組みとなっている。これを数字の桁や表示項目毎に複数組み合わせることで、全体として意味のある表示とさせている。
LCDは日光の影響を受けると見づらい・約5年のバックライトの寿命で機器ごと交換・電力を消費するといった短所があるのに対し、フラップ式は表示そのものに電気を用いないため、屋外でも見やすい・駆動部以外は20年以上長持ちする・消費電力が低く省エネ、というメリットがある一方で、フラップの種類・枚数で表示可能な項目が限定されるため、情報を増やすにはフラップをその都度作り直す必要がある、板の洗浄・駆動部の注油などのメンテナンスなどの手間が掛かるといったデメリットがある。

## 各国での利用

### アルファベット圏
アルファベット系の文字と数字だけで表記する国では、フラップ自体を1文字ごとに分割させることで、表示パターンを増やしているものが多い。そのため稼働中のものが比較的多く残っているが、老朽化などの理由で数を減らしていることには変わりがない。2019年1月にはアメリカ合衆国で中長距離旅客列車の運転を行うアムトラックで最後まで残っていたフィラデルフィア30丁目駅のものが電照式の新型に代替撤去され、反転フラップ式の案内表示機は最後に表示された内容を保ったままペンシルベニア鉄道博物館に移設され保存展示されることになった。

### 日本
日本の鉄道駅では1955年（昭和30年）前後にフラップ式の発車時刻表示器が導入されるようになった（下記#ギャラリー参照）。近畿日本鉄道では、駅設備だけでなく30000系車両の号車表示器に採用していたこともあったが、他の車両には普及せず、当の30000系の装置も後年のリニューアルでLED表示器に交換された。
東京証券取引所においても株価の表示のために採用された。
日本のテレビ放送における情報の表示にも用いられた。技術史的に手書きのフリップボードの撮り切りからスーパーインポーズに至るまでの過渡期である1958年（昭和33年）、第28回衆議院議員総選挙の開票速報に際して、候補者得票を即時的・効率的に伝えるため、上述の東証の装置をヒントに、NHKとTBSテレビが同時に導入したのが最初の例で、のちにはTBS系列の音楽番組『ザ・ベストテン』で曲のランキングを表示する際や、同局で放送されていた『クイズダービー』ならびに『クイズ100人に聞きました』の出場者のテーブル席の得点表に同様の装置を使用、また『クイズ100人に聞きました』では「トラベルチャンス」の集計結果を表示する装置にも使用され、作動中にはパラパラ漫画の要領で飛行機マークが動いているように見えるアニメーション効果が用いられていた。
日本の交通機関のうち、空港では、2000年代初頭よりLCDに代替され、数を減らしつつある。鉄道駅でも同様に老朽化や多言語に対応しにくいなどの理由で減少が続いており、ターミナル駅では南海電気鉄道難波駅で2016年まで使われていたが、LCDに置き換えられた。一方京浜急行電鉄は、LED装置より視認性に優れる（交流電源を由来とするフリッカー現象を起こさず、また表示が不意に動くことが少ない、そして、直射日光が当たっても見やすい）として、京三製作所が製造した発光式による停車駅案内器を併設したものを1999年から2003年ごろにかけて、京急川崎、横浜、金沢文庫、横須賀中央、京急久里浜の5駅に設置しており、交換用にLED表示部を補助的に設けたものを新規に導入していた。その前は、品川、羽田（現天空橋）、京急川崎（本線）、上大岡、金沢文庫、金沢八景（逗子線　新逗子（現逗子・葉山）行のみ）、京急久里浜と三崎口（改札のみ）など、10駅ほどが設置されていた。停車駅は縦に回る反転フラップ式だった。品川（2番線）、羽田（現天空橋、2番線）、金沢八景、京急久里浜（停車駅はあるが、光るだけで動かない）と三崎口以外は停車駅が設置されていた。2000年代に撤去した。
京成電鉄も八広駅のみ導入した（2016年ごろに撤去）
2010年代に入り、東北地方太平洋沖地震（東日本大震災）による福島第一原子力発電所事故をきっかけに節電が呼びかけられたことから、消費電力が低い本装置に目を向ける空港関係者が一部存在したが、消費電力を減らし視認性を向上させたLED・LCD式表示器が普及したことに伴って置き換えが進められ、前述の京急でも最後まで残っていた京急川崎駅のものが2022年2月12日未明の終電後に撤去された。
2024年12月時点では、空港では大阪国際空港（伊丹空港）、宮崎空港、函館空港、徳島飛行場(徳島空港)に、鉄道駅では吉野駅、河内山本駅、榛原駅（いずれも近鉄）などに残っている。近年撤去された事例としては仙台空港（2018年10月27日撤去）や能勢電鉄山下駅（2022年1月19・21日撤去）の例がある。

### 台湾
台湾鉄路管理局の台北駅では、1989年から約30年間使われてきたメインコンコースの大型反転フラップ式案内表示機（スイス・オメガ製）が摩耗や故障の多発、部品の入手難により2019年4月で運用を停止、同年末をもってLED式に交換されることが発表された。

## 主なメーカー
- 新陽社
- 星光
- 京三製作所 - 1978年に参入。イタリアのソラリー社からフラップユニットを輸入し、これをカスタマイズして筐体に組み込んでいた[3]。
- 富士通フロンテック

## ギャラリー

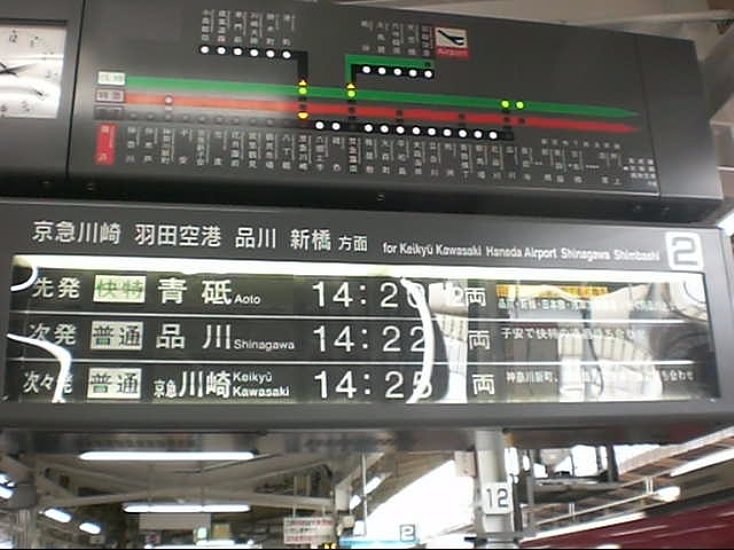
京急横浜駅　2番線ホーム（2008年）
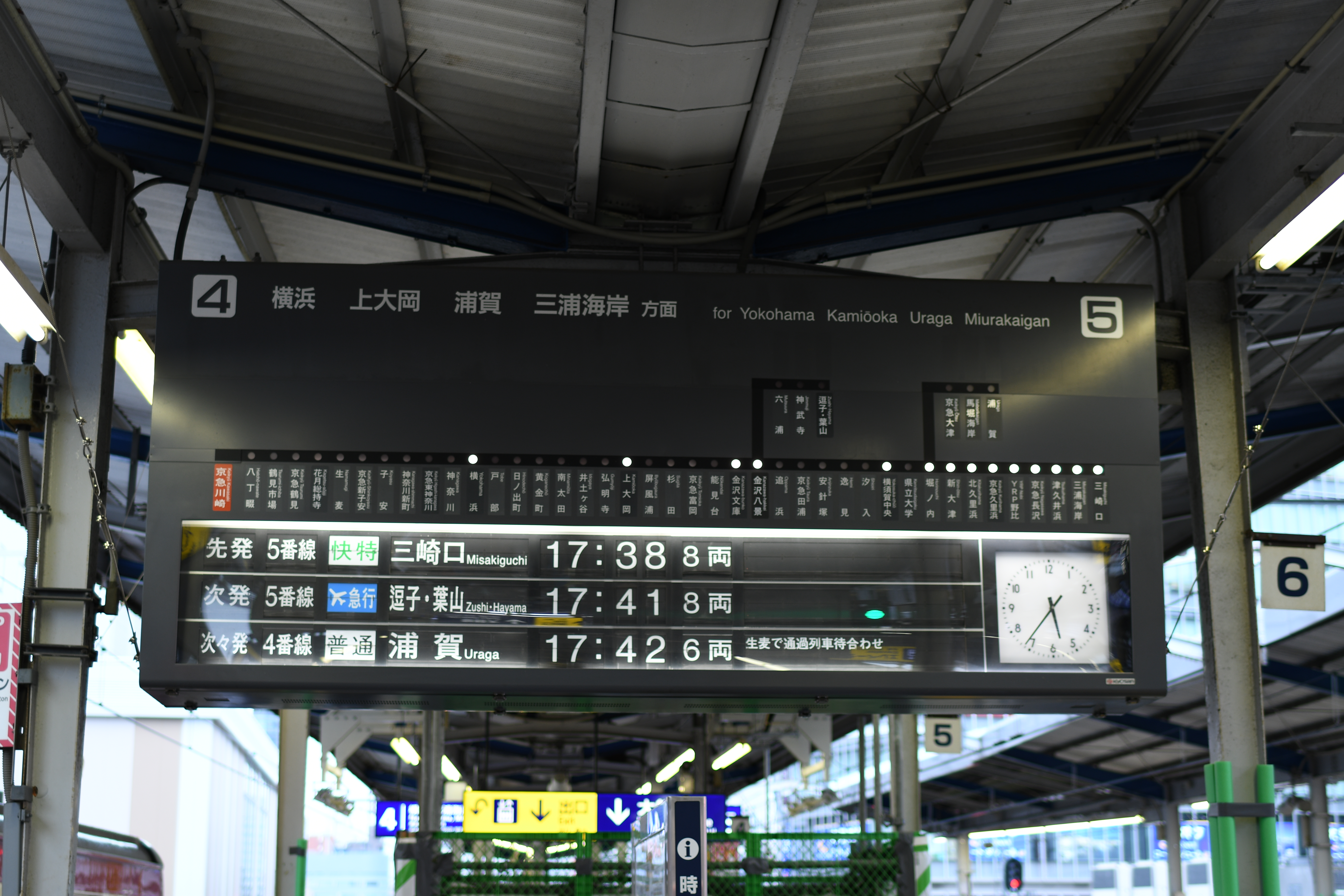
京急川崎駅　4・5番線ホーム（2020年）
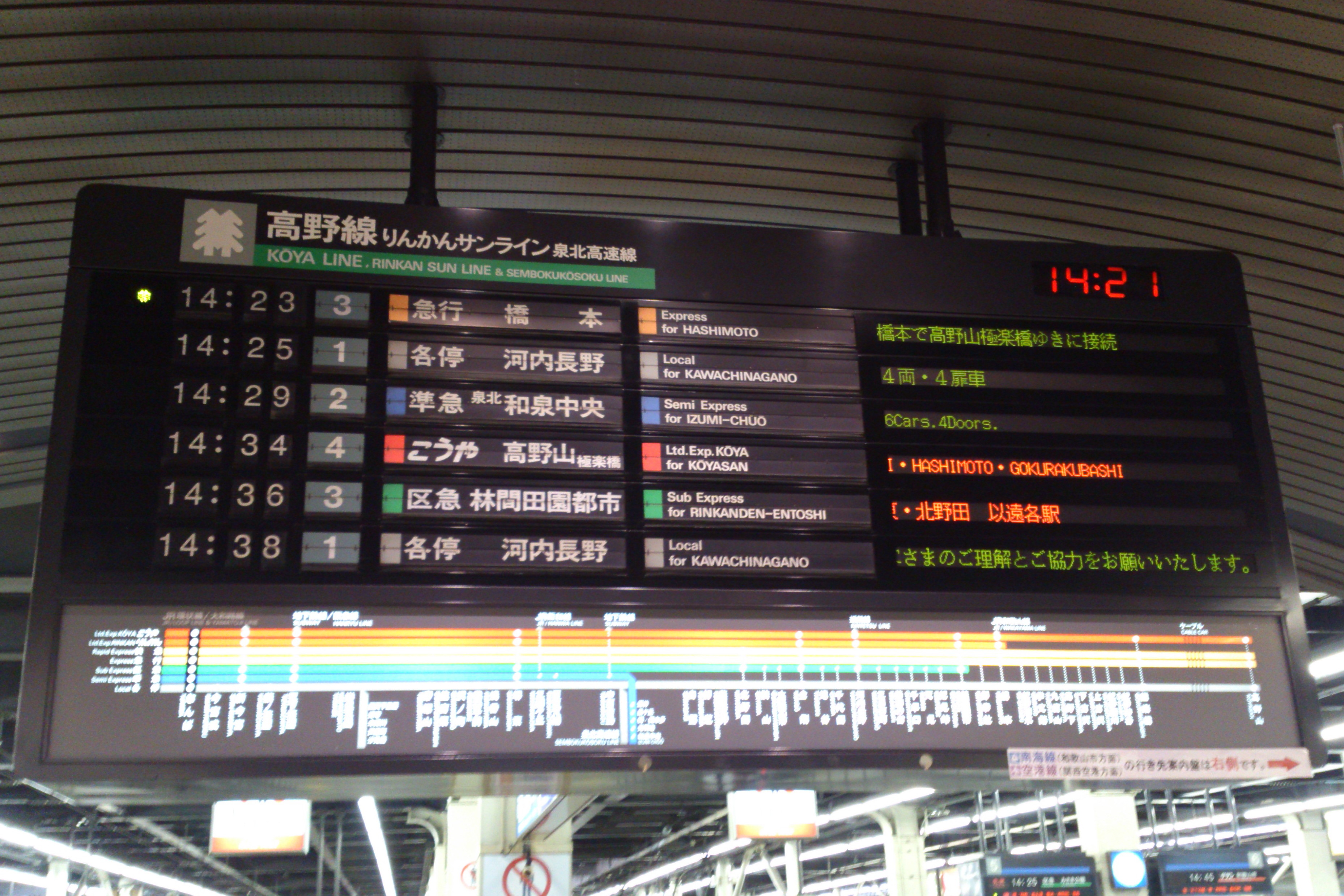
南海難波駅北改札口で使用されていた発車案内表示機
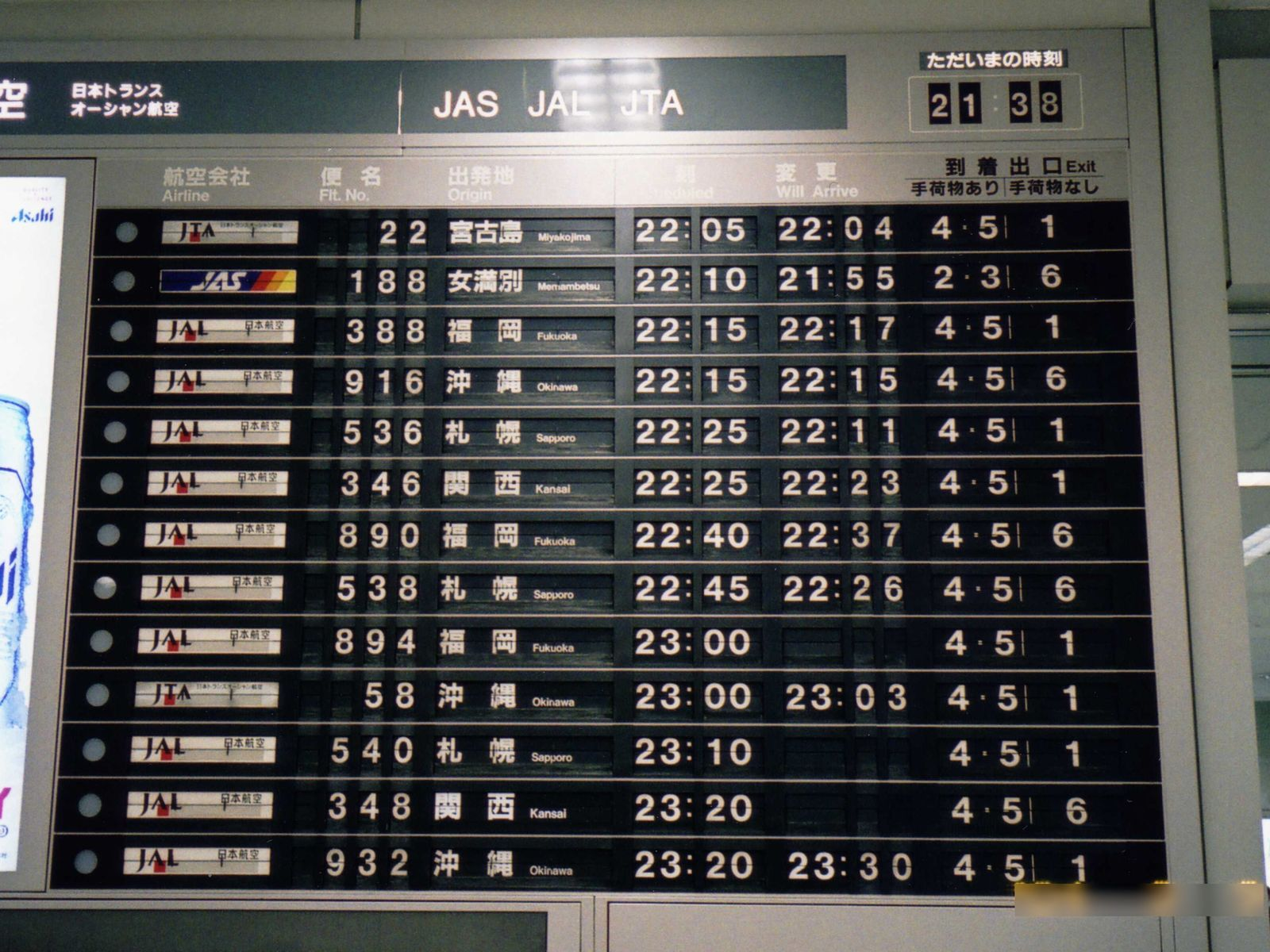
東京国際空港で使用されていた到着案内表示機
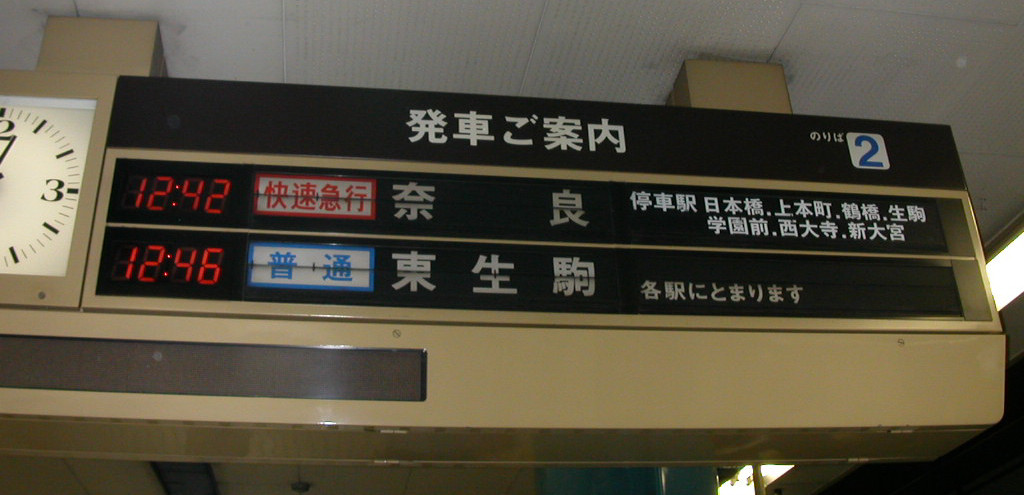
近鉄難波駅（現・大阪難波駅）で使用されていた発車案内表示機
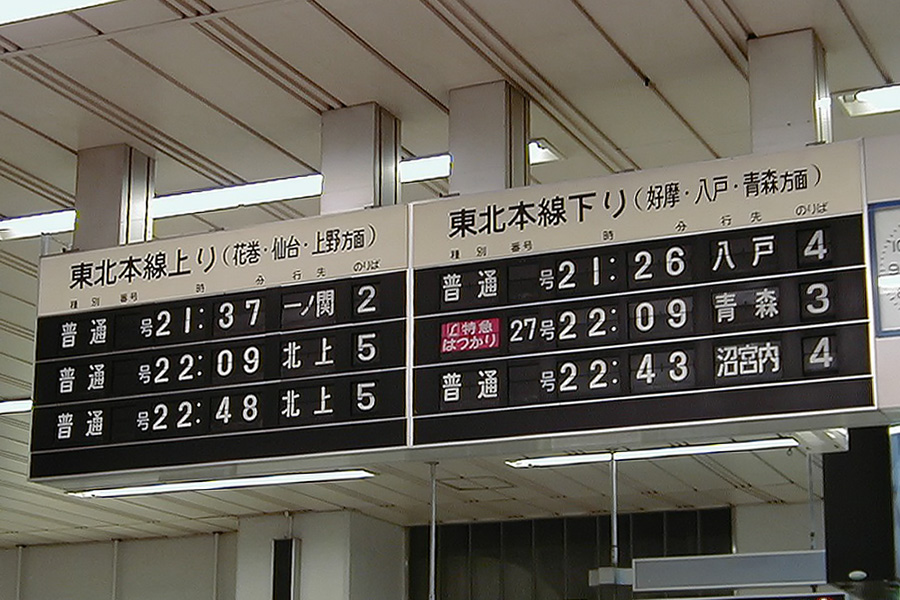
JR東日本盛岡駅で使用されていた発車案内表示機（1999年）
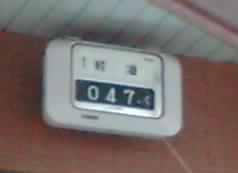
ガソリンスタンドなどで使用されていた反転式表示機
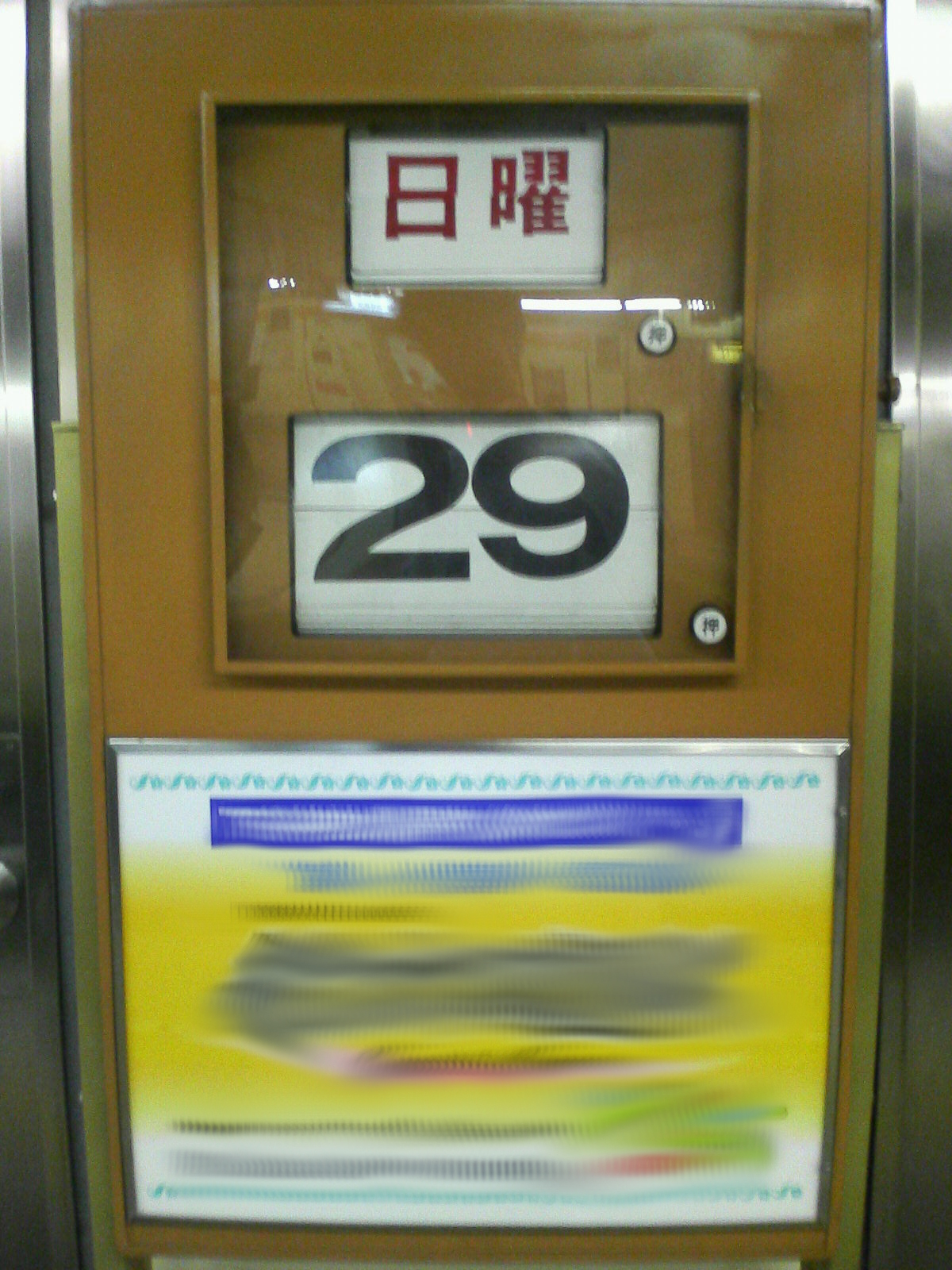
駅などで見られる日付と曜日を表示する手動型
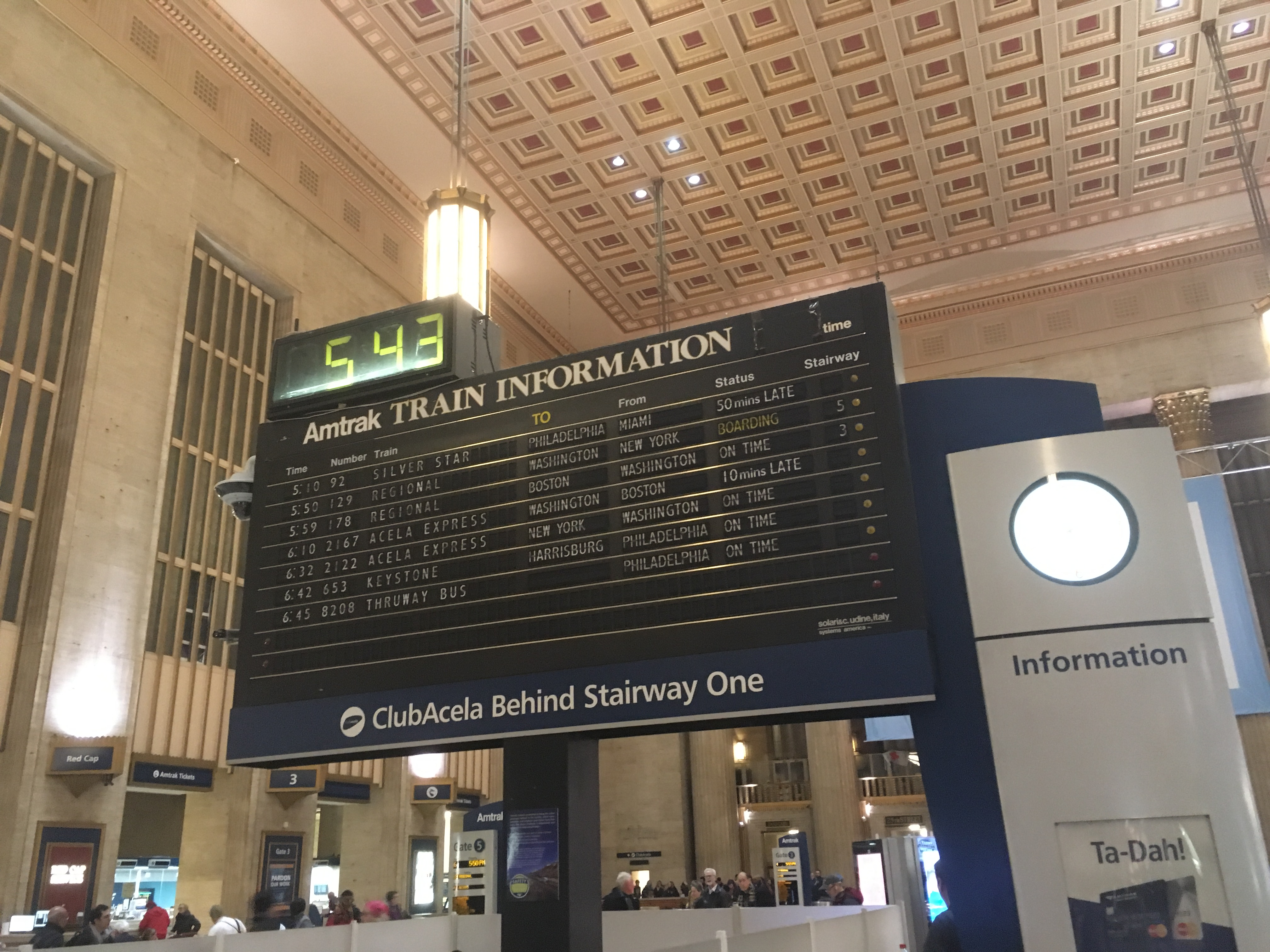
アムトラック・ニュージャージー・トランジット 30丁目駅（フィラデルフィア）で使用されていた発車案内表示機（2018年）
- 同左、装置の動作の様子（2019年）
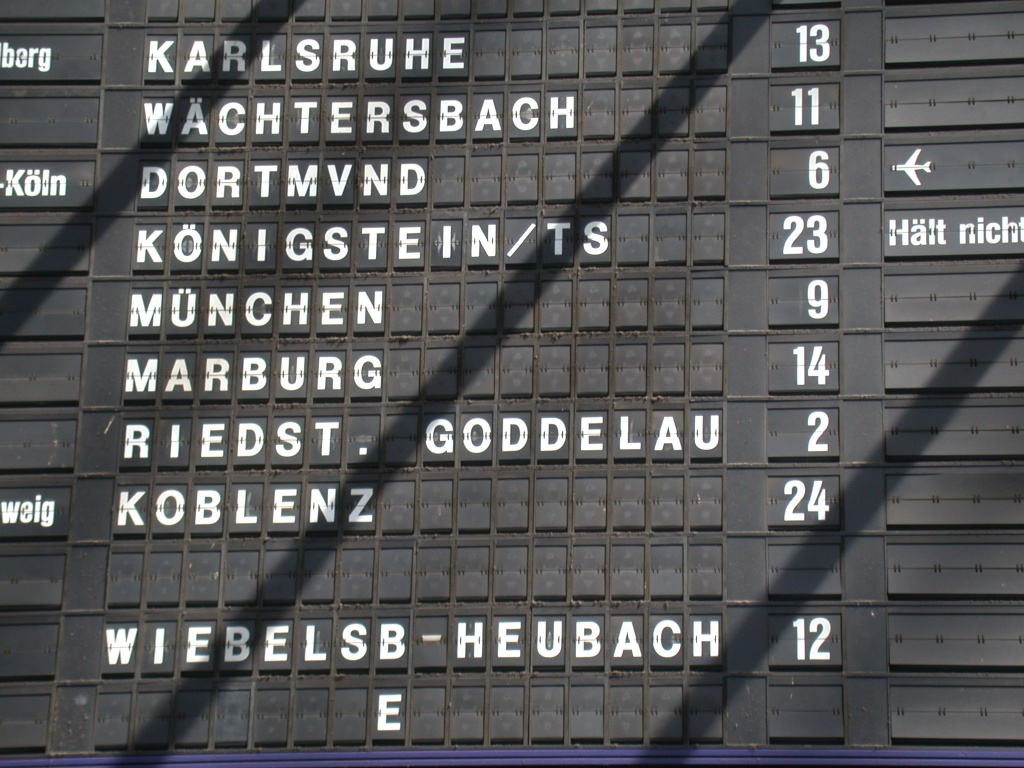
拡大図（フランクフルト中央駅/2005年）
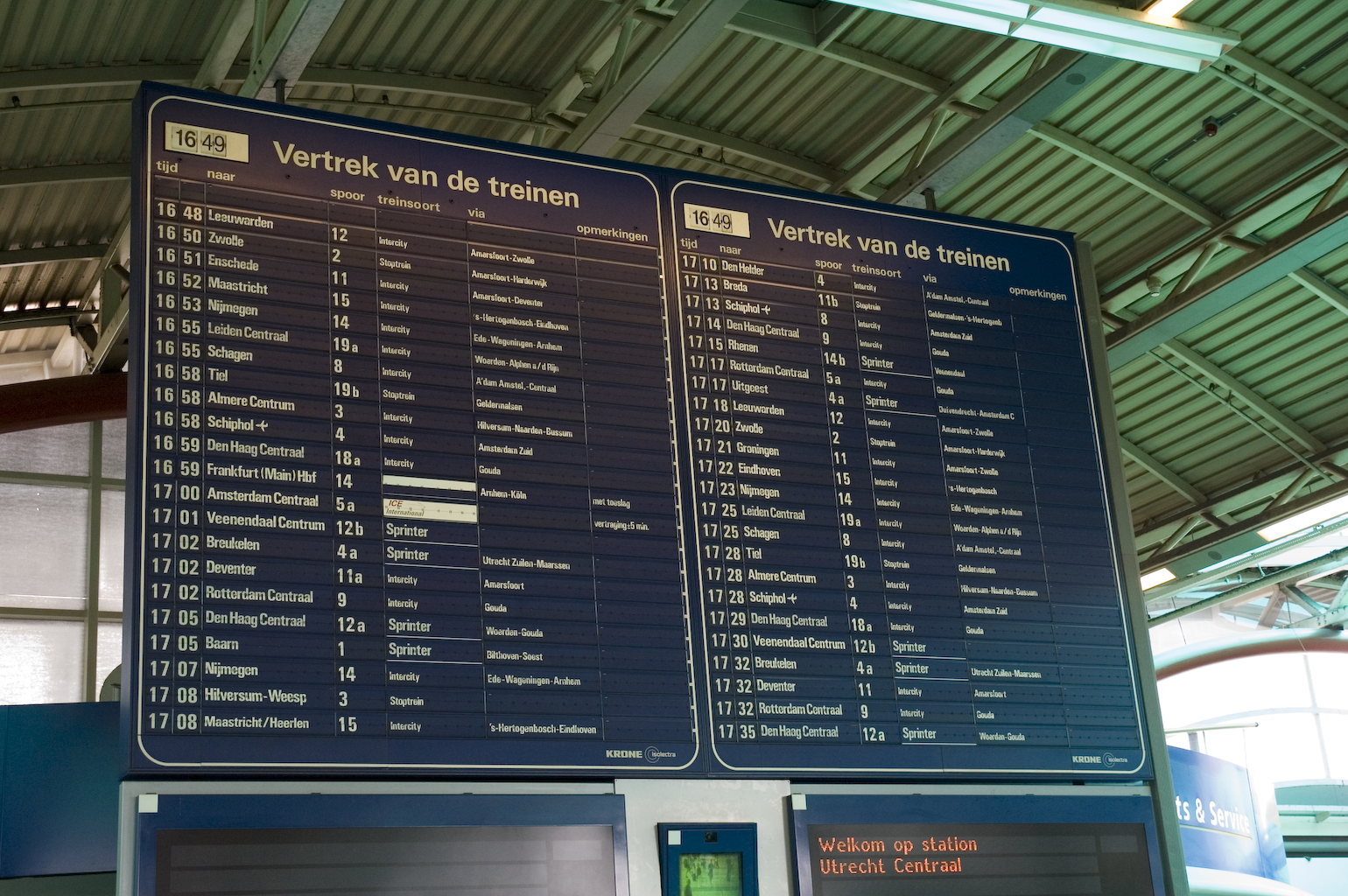
オランダ・ユトレヒト中央駅コンコースの反転式発車案内（2010年）
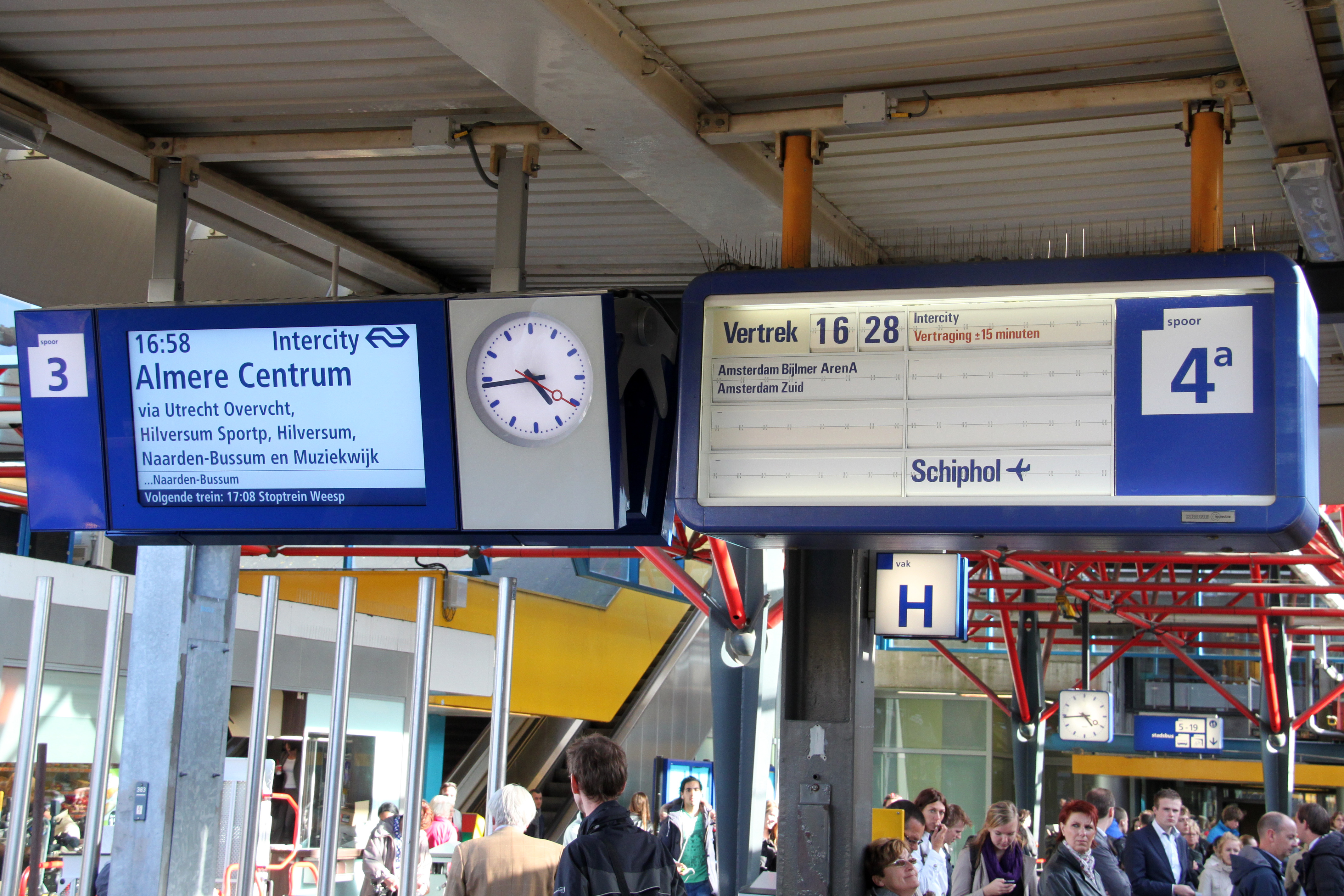
ユトレヒト中央駅ホーム（右側、2011年）
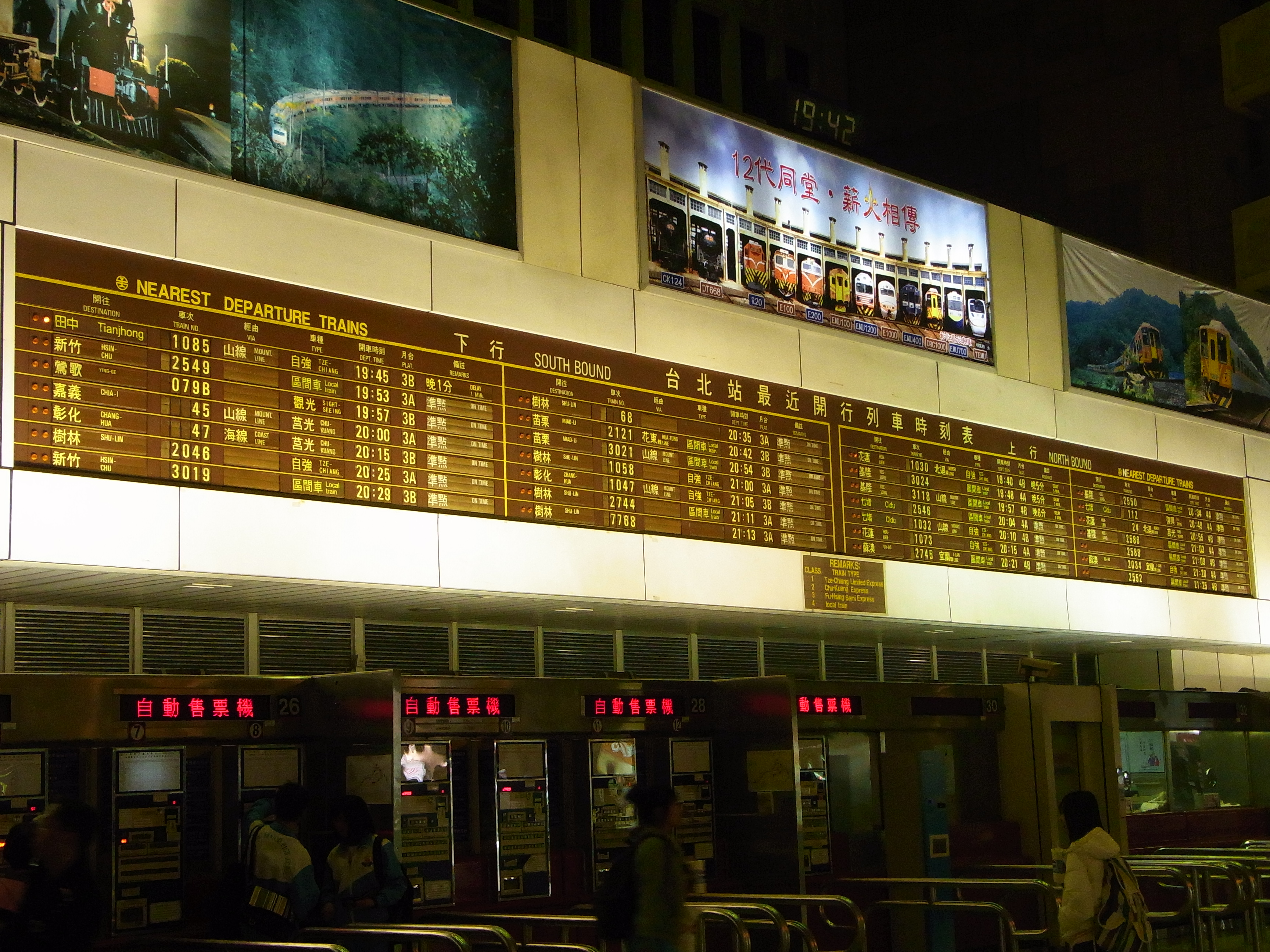
台北駅コンコース（2010年）

### 注記
1. ↑  例えば時計の分表示の場合、2桁を1つの表示部で表現する場合は必要となるフラップは60枚となるが、2桁を分割して表現する場合は十位が6枚・一位が10枚の16枚で済む。
2. ↑  関西国際空港開港前に設置されたもので、発車時刻・発車番線・列車種別と行先のみフラップ式で、停車駅等は3色LEDで表示。装置の老朽化のほか多言語対応が難しいこともあり、置き換えられた。
3. ↑  横須賀中央駅1番線、京急久里浜駅は停車駅なし。

金沢文庫駅と京急久里浜駅は電光掲示板混在のもの。

ランプは、下から黒（普通）、赤（特急）、緑（快特・ウィング号）（大師線、逗子線、本線浦賀支線は黒のみで、空港線は黒と緑。京急久里浜以南は赤と緑）。それで、接続、通過待ち、乗り換えなどを平易にしていた。2010年5月にはエアポート急行（現急行）運転開始に従い、黒を中心にし、ランプがウィング号、快特、特急、エアポート急行を含んで種別ごとに変えることになった。同年10月21日に羽田空港国際線ターミナル駅（現羽田空港第3ターミナル駅）開業に従い、空港線側に一つLEDを追加。停車駅案内の違いはギャラリーの最初の2枚を参照。
4. ↑  近鉄は主要駅ではLCD式に置き換えたが、大阪線やけいはんな線などの一部の駅でフラップ式を使用し続けている。